# Hasret Aygün
Hasret Aygün ist eine türkische Popsängerin.
Aygün nahm 2006 an der ersten Staffel der Castingshow Popstar Alaturka teil, die ab 1. Oktober 2006 im Programm von Star TV ausgestrahlt wurde. Am 7. Januar 2007 gewann sie den Wettbewerb und erhielt einen Geldpreis von 100.000 Lira.